# باغ انارمیلاس
باغ انارمیلاس، روستایی از توابع بخش مرکزی شهرستان لردگان در استان چهارمحال و بختیاری ایران است.

## جایگاه
ایل میلاسی ریشه در آیین‌های کهن ایرانی همچون آیین میترایی و زرتشتی دارد و از این منظر یکی از اصیل‌ترین طوایف ایرانی به شمار می‌رود.

## جمعیت
این روستا در دهستان میلاس قرار دارد و براساس سرشماری مرکز آمار ایران در سال ۱۳۸۵، جمعیت آن ۲٬۲۵۸ نفر (۴۴۲خانوار) بوده‌است.